# Strełcza
Strełcza (bułg. Стрелча) – miasto w południowo-środkowej Bułgarii, w obwodzie Pazardżik. Centrum administracyjne gminy Strełcza. Według danych Narodowego Instytutu Statystycznego, 31 grudnia 2012 roku miasto liczyło 4004 mieszkańców.

## Kultura i oświata
- Muzeum Historyczne Renesansowych Budynków

## Zabytki
Do rejestru zabytków wlicza się:
- Trackie cmentarzysko (Żaba mogiła)
- Pozostałości trackiej osady (Kaleto)

## Współpraca międzynarodowa
Miasta i gminy partnerskie:
- Bleicherode
- Jessentuki